# Eremiaphila collenettei
Eremiaphila collenettei är en bönsyrseart som beskrevs av Max Beier 1930. Eremiaphila collenettei ingår i släktet Eremiaphila och familjen Eremiaphilidae. Inga underarter finns listade i Catalogue of Life.